# آوارگی (فیلم)
آوارگی (به انگلیسی: Awaargi) فیلمی هندی است که در سال ۱۹۹۰ منتشر شد. از بازیگران آن می‌توان به آنیل کاپور، میناکشی سشادری، گوویندا، انوپم کهیر، پارش راوال اشاره کرد.

## خلاصه داستان
آزاد جوانی ست لاابالی و آواره که زندگی اش فقط در دعوا و درگیری خلاصه شده است.فردی قدرتمند و بانفوذ بنام لالا از هر لحاظ او را حمایت می‌کند.یک شب آزاد به رقاص خانه ای میرود و در آنجا با آوازه خوان و رقاصی بنام مینا آشنا میشود.پس از شنیدن زندگی پرفراز و نشیب مینا آزاد با افراد رانوبای درگیر شده و مینا را فراری میدهد و ترتیبی میدهد که مینا خواننده یک هتل شود.رانوبای نزد لالا شکایت میبرد و پس از ناکامی نزد خلافکاری دیگر بنام بائو میرود و بائو و افرادش در صدد گرفتاری آزاد و مینا بر می آیند.یک شب هنگام خوانندگی مینا در هتل افراد بائو به آزاد حمله کرده و مینا را میربایند ولی خواننده ای بنام دیرن کومار که جذب هنر و زیبایی مینا شده بود مانع آنها میشود.دیرن کومار مینا را وارد عرصه خوانندگی میکند و شهرت و پیشرفت مینا روز به روز در دنیای موسیقی افزایش میابد.هرچقدر که علاقه بین مینا و دیرن قوت میگیرد عشق یک طرفه آزاد به مینا هم بیشتر می‌شود و رنگ خشونت و دشمنی و دیوانگی به خود میگیرد و...